# 奧列斯特·伊萬諾維奇·別列佐夫斯基
奧列斯特·伊萬諾維奇·別列佐夫斯基（羅馬化：Orest Ivanovych Berezovskyi；1941年8月21日—2022年3月18日），乌克兰外科醫師、科学家、作家、公众人物。自2014年起為烏克蘭全國作家聯盟成員。